# Paul Verhaegh
Paul Verhaegh (ur. 1 września 1983 w Kronenbergu) – holenderski piłkarz występujący na pozycji obrońcy.

## Kariera
Verhaegh profesjonalną karierę rozpoczynał w PSV Eindhoven. Lecz jeszcze przed debiutem w pierwszym zespole tego klubu, został wypożyczony do AGOVV Apeldoorn. Po zakończeniu okresu wypożyczenia, przeszedł do FC Den Bosch. Pierwszy występ w Eredivisie zaliczył 15 sierpnia 2004, w wygranym 1-0 pojedynku z ADO Den Haag. Szybko przebił się tam do wyjściowej jedenastki. Jednak na koniec pierwszego sezonu w Den Bosch, jego drużyna zajęła ostatnie miejsce w lidze i spadła do Eredivisie. Po spędzeniu roku na zapleczu ekstraklasy, Verhaegh podpisał kontrakt z pierwszoligowym Vitesse Arnhem. Tam podobnie jak w dotychczasowym klubie, nie miał problemów z wywalczeniem sobie miejsca w pierwszym składzie. W 2010 odszedł do FC Augsburg.
Verhaegh był członkiem zwycięskiego składu młodzieżowej reprezentacji Holandii, na mistrzostwach Europy U-21, rozegranych w 2006.
| Sezon   | Klub            | Kraj     | Rozgrywki     | Mecze | Bramki |
| ------- | --------------- | -------- | ------------- | ----- | ------ |
| 2003/04 | PSV Eindhoven   | Holandia | Eredivisie    | 0     | 0      |
| 2003/04 | AGOVV Apeldoorn | Holandia | Eerstedivisie | 33    | 1      |
| 2004/05 | FC Den Bosch    | Holandia | Eredivisie    | 32    | 0      |
| 2005/06 | FC Den Bosch    | Holandia | Eerstedivisie | 24    | 4      |
| 2005/06 | Vitesse         | Holandia | Eredivisie    | 12    | 0      |
| 2006/07 | Vitesse         | Holandia | Eredivisie    | 32    | 2      |
| 2007/08 | Vitesse         | Holandia | Eredivisie    | 33    | 0      |
| 2008/09 | Vitesse         | Holandia | Eredivisie    | 31    | 2      |
| 2009/10 | Vitesse         | Holandia | Eredivisie    | 30    | 2      |
| 2010/11 | FC Augsburg     | Niemcy   | 2. Bundesliga | 30    | 1      |
| 2011/12 | FC Augsburg     | Niemcy   | Bundesliga    | 26    | 1      |
| 2012/13 | FC Augsburg     | Niemcy   | Bundesliga    | 17    | 0      |
| 2013/14 | FC Augsburg     | Niemcy   | Bundesliga    | 30    | 3      |
| 2014/15 | FC Augsburg     | Niemcy   | Bundesliga    | 27    | 6      |
| 2015/16 | FC Augsburg     | Niemcy   | Bundesliga    | 25    | 6      |
| 2016/17 | FC Augsburg     | Niemcy   | Bundesliga    | 31    | 3      |
| 2017/18 | VfL Wolfsburg   | Niemcy   | Bundesliga    | 31    | 2      |

## Sukcesy

### Reprezentacja
- Mistrzostwa Świata 2014:  Brąz